# Nickelodeon Kids' Choice Awards (Indonesia)
I Nickelodeon Indonesia Kids' Choice Awards è stata una manifestazione organizzata dalla rete televisiva indonesiana Nickelodeon, volti a premiare le migliori personalità dell'anno nella televisione, nel cinema, nella musica scelte dai telespettatori dell'emittente. La trasmissione è andata in onda dagli studi di Giacarta della rete televisiva indonesiana GTV, la quale ha anche coprodotto lo show.

## Edizioni e presentatori
| Edizione | Data             | Presentatori                                                                    |
| -------- | ---------------- | ------------------------------------------------------------------------------- |
| 2008     | 29 novembre 2008 | Tora Sudiro, Tasya Kamila, Ringgo Agus Rahman                                   |
| 2009     | 23 luglio 2009   | Raffi Ahmad, Indra Bekti, Fitri Tropica                                         |
| 2010     | 9 maggio 2010    | Luna Maya, Olga Syahputra, Choky Sitohang, Amel Carla                           |
| 2011     | 23 luglio 2011   | Tika Panggabean, Yosi Mokalu, Udjo                                              |
| 2012     | 14 luglio 2012   | Gading Marten, Tarra Budiman, Nikita Willy                                      |
| 2013     | 14 giugno 2013   | Coboy Junior, Ayu Dewi                                                          |
| 2014     | 13 giugno 2014   | Deddy Corbuzier, Nycta Gina, Bastian Steel                                      |
| 2015     | 10 giugno 2015   | Zsa Zsa Utari, Joshua Suherman, Romaria Simbolon, Tissa Biani, Rangga Dewamoela |
| 2016     | 1 giugno 2016    | Daniel Mananta, Melody JKT48, Naura Baldy                                       |
| 2017     | 17 maggio 2017   | Conchita Caroline e John Martin                                                 |

## Categorie principali
- Cantante preferito (Penyanyi Favorit), dal 2008 al 2011;
- Cantante maschile preferito (Penyanyi Pria Terfavorit), dal 2012 al 2015 e 2017;
- Cantante femminile preferita (Penyanyi Wanita Terfavorit), dal 2012 al 2015 e 2017;
- Attore preferito (Aktor Terfavorit) dal 2008 al 2014 e 2016;
- Attrice preferita (Aktris Terfavorit) dal 2008 al 2014 e 2016;
- Serie animata preferita (Kartun Terfavorit) dal 2008 al 2015;
- Gruppo musicale preferito (Band Terfavorit) dal 2008 al 2014;
- Atleta preferito (Atlet Terfavorit) dal 2008 al 2014;
- Presentatore preferito (Pembawa Acara Terfavorit) dal 2008 al 2011;
- Premio aspirante celebrità indonesiana (Indonesian Star Wannabe Award) dal 2008 al 2012;
- Comico preferito (Komedian Terfavorit) dal 2011 al 2014 e dal 2016 al 2017.

## Vincitori e candidature
I vincitori sono indicati in grassetto; a seguire gli altri candidati per ciascuna categoria.

### 2008
| Cantante uomo preferito                                           | Cantante donna preferita                                         |
| ----------------------------------------------------------------- | ---------------------------------------------------------------- |
| - Afgan Syahreza - Delon Thamrin - Glenn Fredly - Ari Lasso       | - Agnes Monica - Gita Gutawa - Cinta Laura - Bunga Citra Lestari |
| Attore preferito                                                  | Attrice preferita                                                |
| - Dude Herlino - Tora Sudiro - Teuku Wisnu - Raffi Ahmad          | - Cinta Laura - Marshanda - Shireen Sungkar - Luna Maya          |
| Serie animata preferita                                           | Gruppo musicale preferito                                        |
| - SpongeBob - Doraemon - Naruto - Avatar - La leggenda di Aang    | - The Changcuters - Ungu - Project Pop - D'Masiv                 |
| Atleta preferito                                                  | Presentatore preferito                                           |
| - Chris John - Taufik Hidayat - Maria Kristin - Bambang Pamungkas | - Daniel Mananta - Ruben Onsu - Indra Bekti - Eko Patrio         |
| Indonesian Star Wannabe Award                                     | Slime Star                                                       |
| - Agnes Monica - Cinta Laura - Afgan Syahreza - Raffi Ahmad       | - Giring Nidji - Luna Maya                                       |

### 2009
| Cantante uomo preferito                                  | Cantante donna preferita                                            |
| -------------------------------------------------------- | ------------------------------------------------------------------- |
| - Afgan Syahreza - Ello - Vidi Aldiano - Derby Romero    | - Gita Gutawa - Agnes Monica - Rossa - Bunga Citra Lestari          |
| Attore preferito                                         | Attrice preferita                                                   |
| - Raffi Ahmad - Adly Fairuz - Teuku Wisnu - Dude Herlino | - Luna Maya - Agnes Monica - Shireen Sungkar - Cinta Laura          |
| Serie animata preferita                                  | Gruppo musicale preferito                                           |
| - SpongeBob - Tom & Jerry - Naruto - Dora l'esploratrice | - Noah - Ungu - ST 12 - Hijau Daun                                  |
| Duo musicale preferito                                   | Atleta preferito                                                    |
| - RAN - Duo Maia - Pasto - T2                            | - Bambang Pamungkas - Taufik Hidayat - Ade Rai - Chris John         |
| Presentatore preferito                                   | Indonesian Star Wannabe Award                                       |
| - Olga Syahputra - Raffi Ahmad - Ruben Onsu - Luna Maya  | - Afgan Syahreza - Bunga Citra Lestari - Agnes Monica - Raffi Ahmad |
| Slime Star                                               |                                                                     |
| - The Changcuters                                        |                                                                     |

### 2010
| Cantante uomo preferito                                      | Cantante donna preferita                                            |
| ------------------------------------------------------------ | ------------------------------------------------------------------- |
| - Afgan Syahreza - Saykoji - Vidi Aldiano - Anang Hermansyah | - Gita Gutawa - Agnes Monica - Cinta Laura - Bunga Citra Lestari    |
| Attore preferito                                             | Attrice preferita                                                   |
| - Dude Herlino - Adly Fairuz - Teuku Wisnu - Raffi Ahmad     | - Nikita Willy - Luna Maya - Shireen Sungkar - Cinta Laura          |
| Serie animata preferita                                      | Gruppo musicale preferito                                           |
| - SpongeBob - Tom and Jerry - Naruto - Upin & Ipin           | - Vierra - Ungu - ST 12 - D'Masiv                                   |
| Favourite Duo/Group                                          | Atleta preferito                                                    |
| - RAN - Duo Maia - Project Pop - The Virgin                  | - Denny Sumargo - Taufik Hidayat - Bambang Pamungkas - Chris John   |
| Presentatore preferito                                       | Indonesian Star Wannabe Award                                       |
| - Choky Sitohang - Raffi Ahmad - Olga Syahputra - Amel Carla | - Cinta Laura - Bunga Citra Lestari - Agnes Monica - Choky Sitohang |
| Slime Star                                                   |                                                                     |
| - Agnes Monica                                               |                                                                     |

### 2011
| Cantante uomo preferito                                                  | Cantante donna preferita                                         |
| ------------------------------------------------------------------------ | ---------------------------------------------------------------- |
| - Vidi Aldiano - Afgan Syahreza - Anang Hermansyah - Petra Sihombing     | - Agnes Monica - Cinta Laura - Gita Gutawa - Sherina Munaf       |
| Attore preferito                                                         | Attrice preferita                                                |
| - Teuku Wisnu - Dude Herlino - Rezky Aditya - Raffi Ahmad                | - Nikita Willy - Agnes Monica - Shireen Sungkar - Chelsea Olivia |
| Serie animata preferita                                                  | Gruppo musicale preferito                                        |
| - SpongeBob - Doraemon - Naruto - Upin & Ipin                            | - Coboy Junior - Dragon Boyz - SM*SH - XO-IX                     |
| Atleta preferito                                                         | Presentatore preferito                                           |
| - Irfan Bachdim - Taufik Hidayat - Bambang Pamungkas - Cristian Gonzáles | - Olga Syahputra - Raffi Ahmad - Choky Sitohang - Indra Bekti    |
| Comico preferito                                                         | Indonesian Star Wannabe Award                                    |
| - Sutisna - Olga Syahputra - Komeng - Aziz Gagap                         | - Nikita Willy - Irfan Bachdim - Agnes Monica - Afgan Syahreza   |
| Slime Star                                                               |                                                                  |
| - SM*SH                                                                  |                                                                  |

### 2012
| Cantante preferito                                                          | Gruppo musicale preferito                               |
| --------------------------------------------------------------------------- | ------------------------------------------------------- |
| - Budi Doremi - Afgan Syahreza - Agnes Monica - Ayu Ting Ting               | - Vierra - Armada - Ungu - Wali                         |
| Attore/attrice preferito                                                    | Serie animata preferita                                 |
| - Nikita Willy - Rezky Aditya - Teuku Wisnu - Dude Herlino                  | - SpongeBob - Doraemon - Naruto - Shaun, vita da pecora |
| Atleta preferito                                                            | Comico preferito                                        |
| - Taufik Hidayat - Andik Vermansyah - Bambang Pamungkas - Cristian Gonzáles | - Sutisna - Olga Syahputra - Andre Taulany - Aziz Gagap |
| Boyband preferita                                                           | Girlband preferita                                      |
| - Coboy Junior - Dragon Boyz - SM*SH - XO-IX                                | - Cherrybelle - 7icons - Blink - Super Girlies          |
| Favourite Child Star                                                        | Slime Star                                              |
| - Cinta Kuya - Umay Shahab - Nizam - Baim                                   | - Cherrybelle                                           |
| Big Inspiration                                                             |                                                         |
| - Agnes Monica                                                              |                                                         |

### 2013
| Cantante preferito                                                  | Gruppo musicale preferito                                        |
| ------------------------------------------------------------------- | ---------------------------------------------------------------- |
| - Cakra Khan - Agnes Monica - Bunga Citra Lestari - Vidi Aldiano    | - Noah - Ungu - Vierratale - Wali                                |
| Attrice preferita                                                   | Attore preferito                                                 |
| - Reza Rahadian - Dimas Anggara - Dude Herlino - Teuku Wisnu        | - Citra Kirana - Asmirandah - Bunga Citra Lestari - Nikita Willy |
| Serie animata preferita                                             | Comico preferito                                                 |
| - SpongeBob - Doraemon - Naruto - Upin & Ipin                       | - Komeng - Andre Taulany - Olga Syahputra - Sutisna              |
| Atleta preferito                                                    | Boyband/Girlband preferita                                       |
| - Chris John - Bambang Pamungkas - Sergio van Dijk - Taufik Hidayat | - JKT48 - Cherrybelle - Coboy Junior - SM*SH                     |
| Celebrità bambino preferita                                         | Slime Star                                                       |
| - Coboy Junior - Baim - Cinta Kuya - Nizam                          | - Coboy Junior                                                   |

### 2014
| Cantante preferito                                                            | Gruppo musicale preferito                                     |
| ----------------------------------------------------------------------------- | ------------------------------------------------------------- |
| - Fatin Shidqia - Afgan Syahreza - Cakra Khan - Raisa                         | - Geisha - Kotak - Noah - Wali                                |
| Attrice preferita                                                             | Attore preferito                                              |
| - Pevita Pearce - Alyssa Soebandono - Citra Kirana - Nikita Willy             | - Adipati Dolken - Dude Herlino - Dimas Anggara - Teuku Wisnu |
| Serie animata preferita                                                       | Comico preferito                                              |
| - SpongeBob - Doraemon - Teenage Mutant Ninja Turtles - Upin & Ipin           | - Denny Cagur - Wendy Cagur - Olga Syahputra - Sutisna        |
| Atleta preferito                                                              | Boyband/Girlband preferita                                    |
| - Liliyana Natsir & Tontowi Ahmad - Sean Gelael - Syamsir Alam - Rio Haryanto | - JKT48 - Cherrybelle - Coboy Junior - Blink                  |
| Slime Star                                                                    | Wannabe Award                                                 |
| - Fatin Shidqia - Ayu Ting Ting                                               | - Bunga Citra Lestari                                         |

### 2015
| Cantante preferito                                                                   | Gruppo musicale preferito                                                 |
| ------------------------------------------------------------------------------------ | ------------------------------------------------------------------------- |
| - Raisa - Afgan Syahreza - Ayu Ting Ting - Syahrini - Tulus                          | - JKT48 - Kotak - Noah - RAN - Wali                                       |
| Attrice preferita                                                                    | Attore preferito                                                          |
| - Chelsea Islan - Citra Kirana - Jessica Mila - Prilly Latuconsina - Syahnaz Sadiqah | - Joe Taslim - Aliando Syarief - Ammar Zoni - Andi Arsyil - Kevin Julio   |
| Serie animata preferita                                                              | Ospite preferito                                                          |
| - Naruto - Adit & Sopo Jarwo - Doraemon - SpongeBob - Upin & Ipin                    | - Raffi Ahmad - Boy William - Danang & Darto - Gilang Dirgahari - Sutisna |
| Mago preferito                                                                       | Slime Star                                                                |
| - Bow Vernon - Deddy Corbuzier - Demian Aditya - Denny Darko - Limbad                | - Syahrini - Raisa                                                        |
| Icon of the Year                                                                     |                                                                           |
| - Syahrini                                                                           |                                                                           |

### 2016
| Canzone indonesiana preferita | Attore preferito |
| --- | --- |
| - Kesempurnaan Cinta - Rizky Febian - Lagu Galau - Algazali - Pamit - Tulus - Sambalado - Ayu Ting Ting - Tetap Dalam Jiwa - Isyana Sarasvati | - Stefan William - Aliando Syarief - Caesar Hito - Reza Rahadian - Ricky Harun                                                                                                |
| Attrice preferita | Coppia preferita |
| - Natasha Wilona - Chelsea Islan - Jessica Mila - Prilly Latuconsina - Raya Kitty                                                             | - Raffi Ahmad - Nagita Slavina - Aliando Syarief - Prilly Latuconsina - Chelsea Olivia - Glenn Alinskie - Gading Marten - Gisella Anastasia - Stefan William - Natasha Wilona |
| Comico preferito | Atleta preferito |
| - Denny Cagur - Cemen - Uus - Sutisna - Ge Pamungkas                                                                                          | - Rio Haryanto - Bambang Pamungkas - Bellaetrix Manuputty - Evan Dimas - Liliyana Natsir - Tontowi Ahmad                                                                      |
| Gioco preferito | Big Inspiration |
| - Campana - Salto alla corda - Aquilone - Scale e serpenti - Corsa nei sacchi                                                                 | - Rio Haryanto |

### 2017
| Cantante preferito | Comico preferito                                                                    |
| --- | ----------------------------------------------------------------------------------- |
| - Tulus - Agnes Monica - Raisa - Afgan Syahreza - Noah | - Denny Cagur - Cak Lontong - Raditya Dika - Sutisna - Ernest Prakasa               |
| Presentatore preferito | Celebrità del cinema preferita                                                      |
| - Omesh - Cak Lontong - Indra Herlambang - Raffi Ahmad - Denny Cagur                                                                                           | - Vino Bastian - Chicco Jerikho - Reza Rahadian - Ricky Harun - Bunga Citra Lestari |
| Favourite Celebrity Family | Celebgram preferito                                                                 |
| - Astrid Khairunisha - Uya Kuya - Raffi Ahmad - Nagita Slavina - Herfiza Novianti - Ricky Harun - Anang Hermansyah - Ashanty - Denny Cagur - Santi Widihastuti | - Ria Ricis - Edho Zell - Baby Tatan - Reza Oktovian - Salshabilla Adriani          |
| Big Inspiration |                                                                                     |
| - Reza Rahadian |                                                                                     |

## Record e statistiche

### Maggior numero di premi
- 7 - Spongebob
- 5 - Agnes Monica
- 4 - Afgan Syahreza
- 4 - Coboy Junior
- 3 - Raffi Ahmad
- 3 - Denny Cagur
- 2 - Olga Syahputra
- 2 - Dude Herlino
- 2 - Noah
- 2 - Sutisna
- 2 - Reza Rahadian
- 2 - RAN
- 2 - Rio Haryanto
- 2 - Cherrybelle
- 2 - Gita Gutawa
- 2 - Fatin Shidqia

### Maggior numero di candidature
- 15 - Agnes Monica
- 13 - Raffi Ahmad
- 11 - Afgan Syahreza
- 8 - Spongebob
- 7 - Dude Herlino
- 7 - Olga Syahputra
- 7 - Sutisna
- 7 - Bambang Pamungkas
- 6 - Coboy Junior
- 6 - Doraemon
- 6 - Taufik Hidayat
- 5 - Denny Cagur
- 5 - Noah
- 5 - Luna Maya
- 5 - Ungu
- 4 - Gita Gutawa
- 4 - Cherrybelle
- 4 - Reza Rahadian
- 4 - SMASH
- 4 - Raisa
- 4 - Wali
- 4 - Vidi Aldiano
- 4 - Upin & Ipin
- 3 - Ricky Harun
- 3 - Rio Haryanto